# Spyros Skouras
Spyros Panagiotis Skouras (28 de março de 1893 - 16 de agosto de 1971) foi um executivo e produtor cinematográfico grego-estadunidense. Ele foi presidente da 20th Century Fox de 1942 a 1962. Skouras supervisionou de produção de clássicos como Don't Bother to Knock, The Seven Year Itch, The Hustler, The King and I, Gentlemen Prefer Blondes e The Robe, bem como o desenvolvimento de Century City.